# Iglesia de Santa María (Viana)

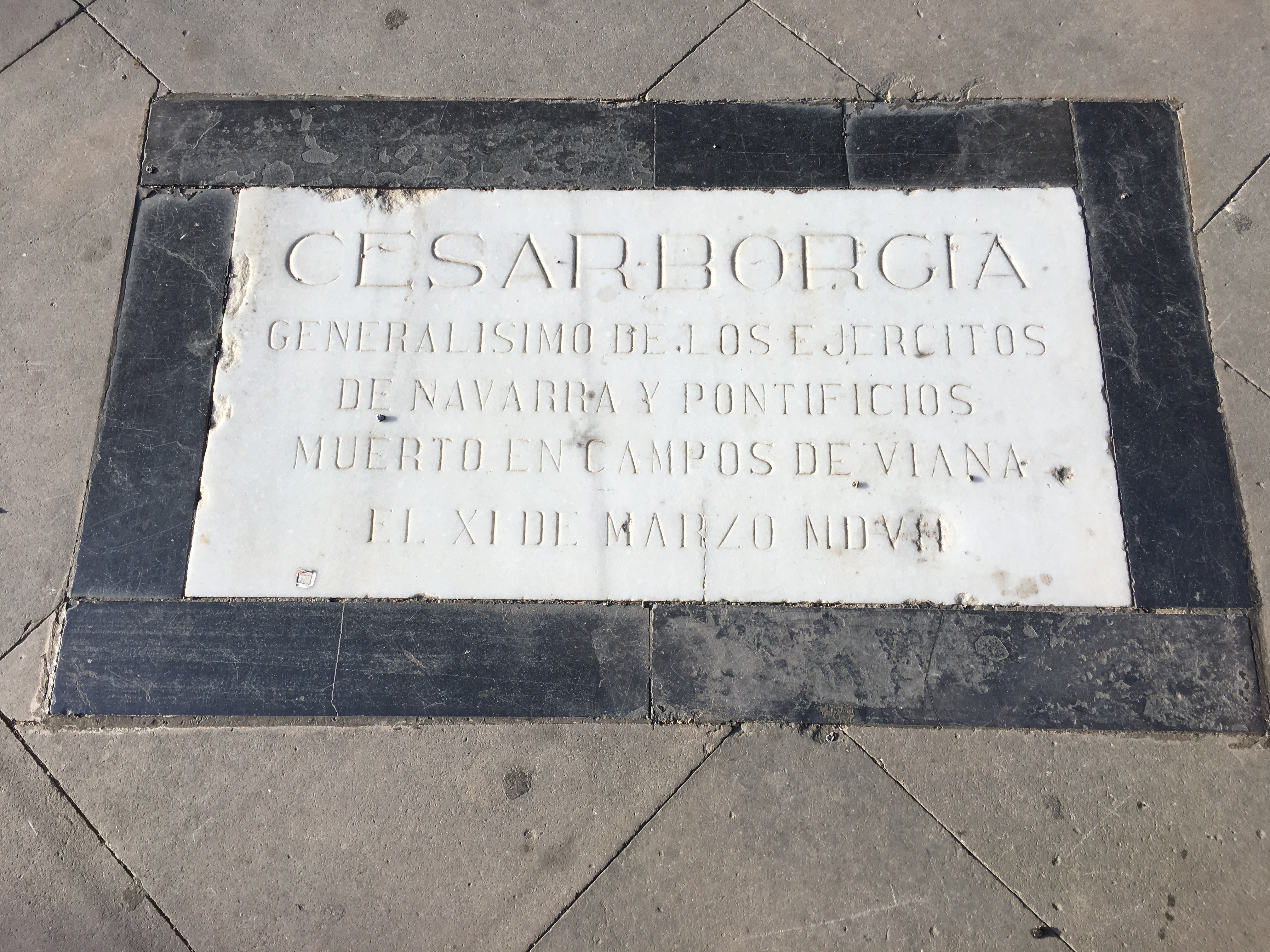
Tumba de César Borgia con la inscripción de 1953

La iglesia de Santa María de la Asunción situada en Viana (Navarra, España) es un templo parroquial religioso construido entre 1250 y 1312. Fue declarada Monumento Histórico Artístico en el año 1931.

## Contexto histórico
La buena situación económica de la villa se tradujo en las continuas reformas que se realizaron en el templo, así como en el encargo de numerosos objetos artísticos, aún atesorados en su interior.

## Descripción
Se trata de una iglesia gótica de tres naves de cuatro tramos, con capillas entre contrafuertes, triforio y cabecera poligonal, cubierta por bóvedas de crucería. A los pies se encuentra una portada del siglo XIV, de tres arquivoltas, presidida por la Virgen con el niño, que son adorados por dos ángeles.
La portada meridional, lugar de enterramiento de César Borgia, es todo un derroche de ornamentación característica del manierismo y concentra el máximo interés del templo en su apariencia externa.
A lo largo del siglo XVI se levantó la torre y se ejecutó, en el lado de la Epístola, una gran portada, contratada en 1549 por Juan de Goyaz. Presenta un complejo programa iconográfico presidido por la Virgen María, junto a otras escenas de la vida de Cristo, de los Padres de la Iglesia, de los Evangelistas.
En los siglos XVII y XVIII se añadió la girola y se construyen la sala capitular, la sacristía y la capilla de San Juan del Ramo. Esta última la decoró, entre 1784 y 1787, el importante pintor Luis Paret y Alcázar. La decoración al temple de la cúpula y pechinas de la capilla, con escenas de la vida de San Juan Bautista, así como los cuadros de El Anuncio del Ángel a Zacarías (1786) y La Visitación de la virgen María a santa Isabel (1787), es la mayor empresa pictórica que Paret ejecutó. En todas esas pinturas, que conforman el último gran conjunto decorativo del rococó pictórico español, Paret alcanzará la cima de su arte.
Se debe reseñar su importante retablo mayor, diseñado en la segunda mitad del siglo XVII por Pedro Margotedo, y en el que se representan escenas marianas acompañadas por los apóstoles.

## Pinturas de la capilla de San Juan del Ramo

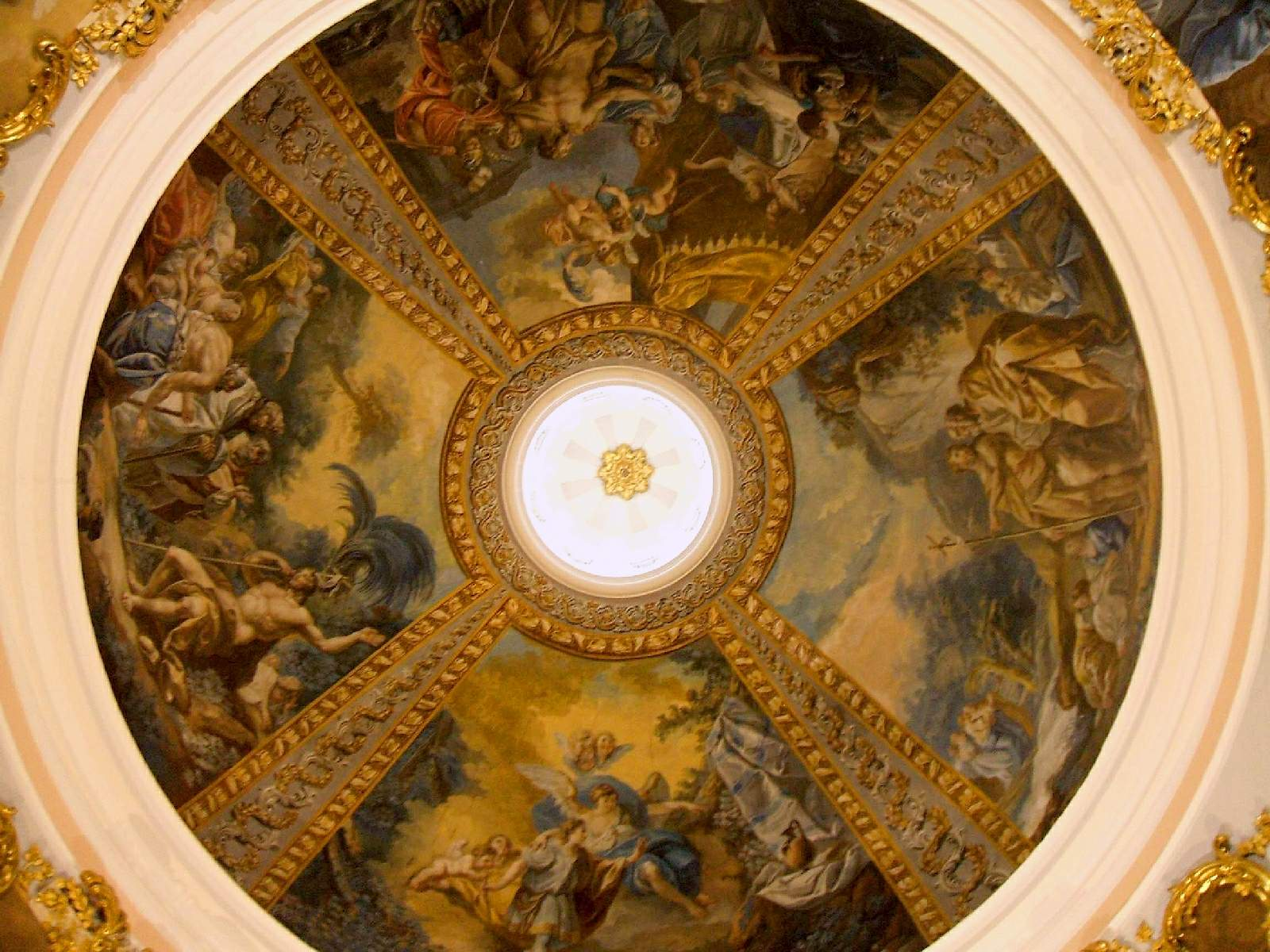
Cúpula de la capilla de San Juan del Ramo
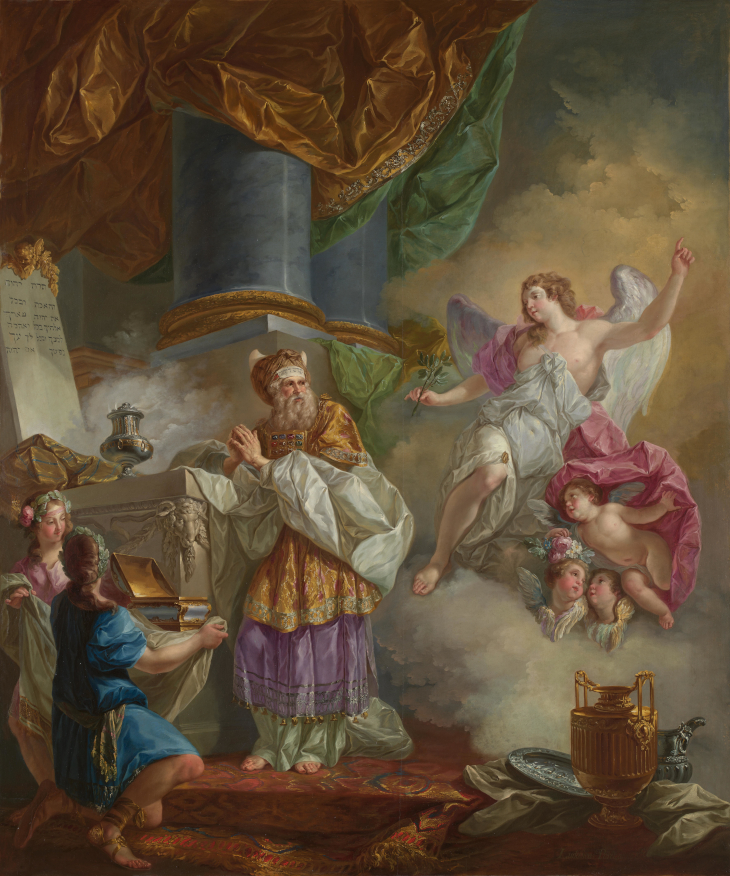
El anuncio del ángel a Zacarías (1786)
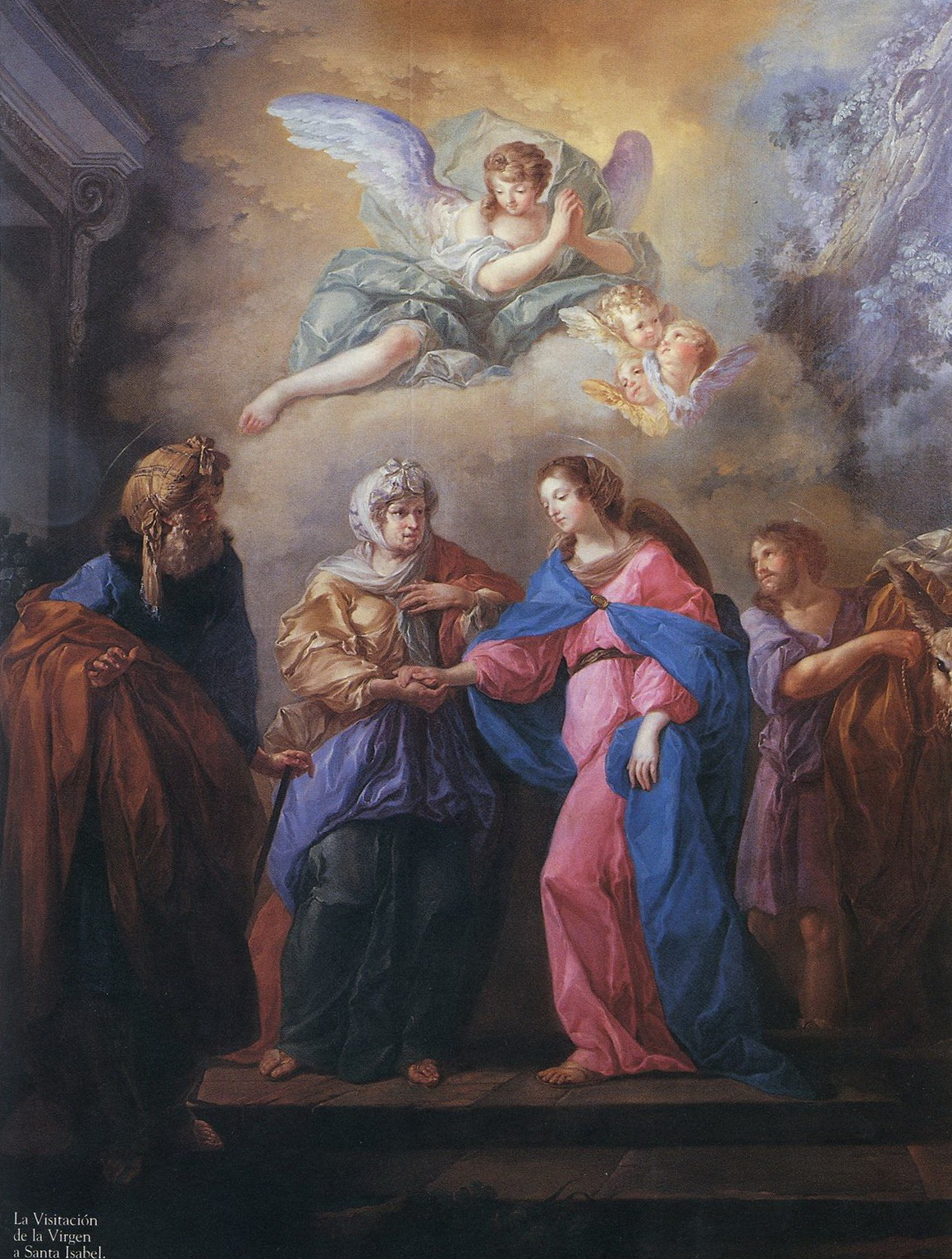
La Visitación de la virgen María a santa Isabel (1787)

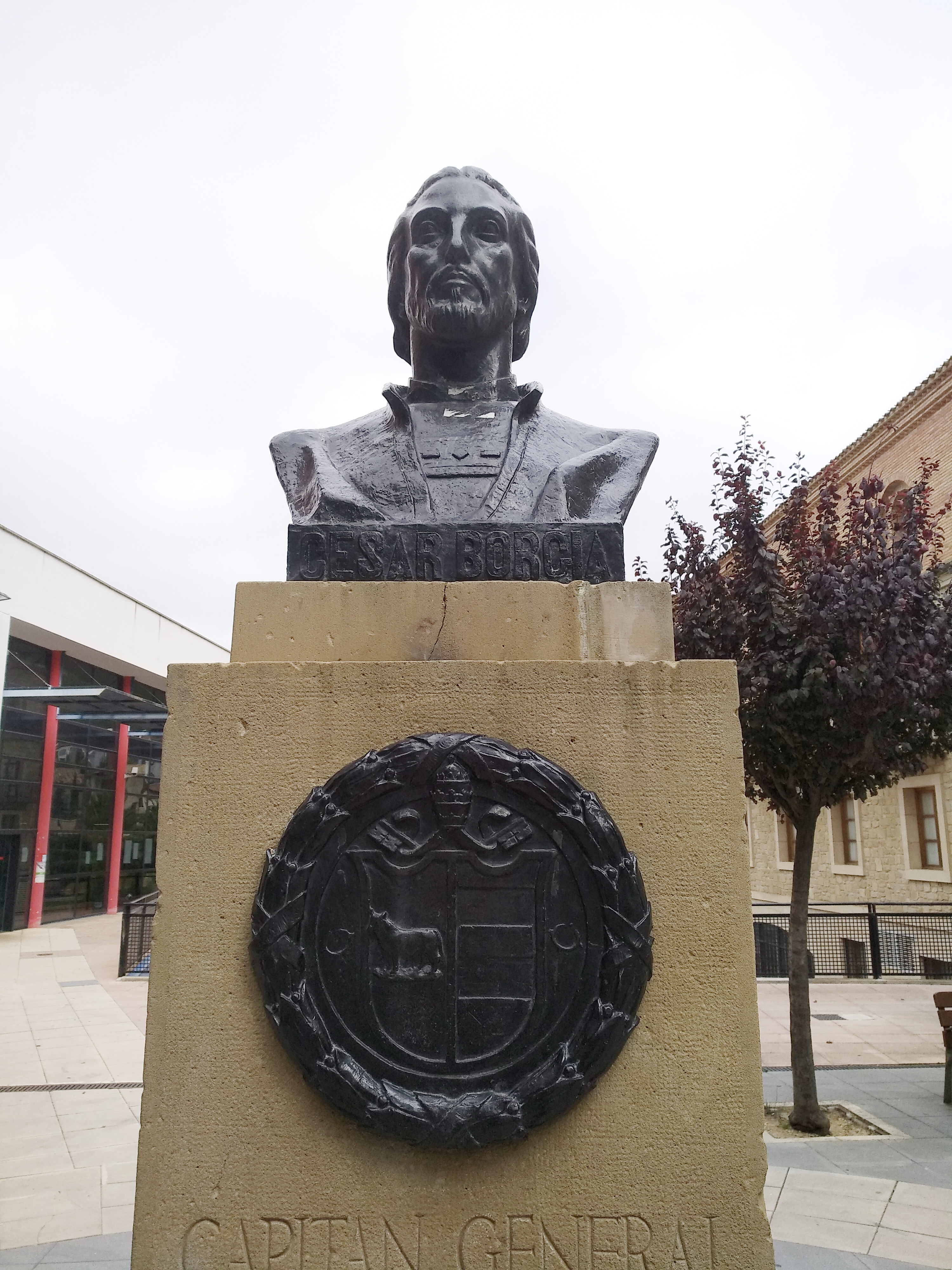
Monumento a César Borgia en Viana

## Sepultura de César Borgia
César Borgia murió durante una emboscada a traición, en Viana, el 12 de marzo de 1507. Allí tres hombres de Luis de Beaumont, II conde de Lerín, le preparan una emboscada, Garcés de Ágreda, Pedro de Allo y un tercer hombre desconocido, y es asesinado. El conde de Lerín, como buen caballero, hace duelo y permite enterrar el cadáver en la Iglesia de Santa María. Su epitafio rezaba:

Aquí yace en poca tierra
el que toda le temía,
el que la paz y la guerra
en su mano la tenía.

¡Oh tú, que vas a buscar
dignas cosas de loar!
si tú alabar al más digno
aquí para tu camino,
no cures de más andar.

Este sepulcro permaneció poco tiempo en la iglesia de Santa María, ya que a mediados del siglo XVI, un obispo de Calahorra, a cuya diócesis pertenecía la parroquia de Viana, consideró un sacrilegio la permanencia de los restos de este personaje en lugar sagrado. Mandó sacarlos y enterrarlos frente a la iglesia en plena Rúa Mayor, «para que en pago de sus culpas le pisotearan los hombres y las bestias». El resultado final fue la destrucción del mausoleo. En 1884 se localizaron lo que se suponen sus restos en la Rúa de Santa María o Calle Mayor, a los pies de la escalinata frente a la entrada principal de la iglesia, y se dejaron en el mismo lugar.
En 1945 se vuelven a exhumar los restos, se analizan y después se depositan en 1953 a los pies de la portada de la iglesia, en el exterior pero dentro del recinto de esta, bajo una lápida de mármol blanco que reza así: «César Borgia generalísimo de los ejércitos de Navarra y pontificios muerto en campos de Viana el XI de marzo de MDVII».
Con motivo del 500º aniversario de su muerte, se solicitó al arzobispo de Pamplona el traslado de sus restos al interior de la iglesia, pero fue denegado alegando que actualmente no se entierran personas en el interior de las iglesias. Sí que se instaló una cruz de campo en la Barranca Salada para recordar el lugar donde se supone cayó muerto.